# 瓦烏布日赫
瓦乌布日赫是波兰西南部下西里西亚省的城镇，人口約10萬人。在1975—1998年間為瓦乌布日赫省的首府。

## 地理
佩烏奇尼察河發源自瓦烏布日赫，流入斯切戈姆卡河。

## 文化
瓦烏布日赫擁有著名的景點克雄日城堡，是西里西亞地區最大的城堡。

## 友好城市
- 捷克 赫拉德茨-克拉洛韦（1991年）
- 德国 弗莱贝格（1991年）
- 波蘭 亞斯塔爾尼亞（1997年）
- 義大利 福賈（1998年）
- 馬爾他 格济拉（2000年）
- 法國 瓦讷（2001年）
- 乌克兰 鲍里斯拉夫（2009年）
- 波蘭 普什奇納（2014年）
- 加拿大 布雷頓角縣（英语：Cape Breton County）（2019年）
- 特基布利（2022年）

來源：